# Breukelen

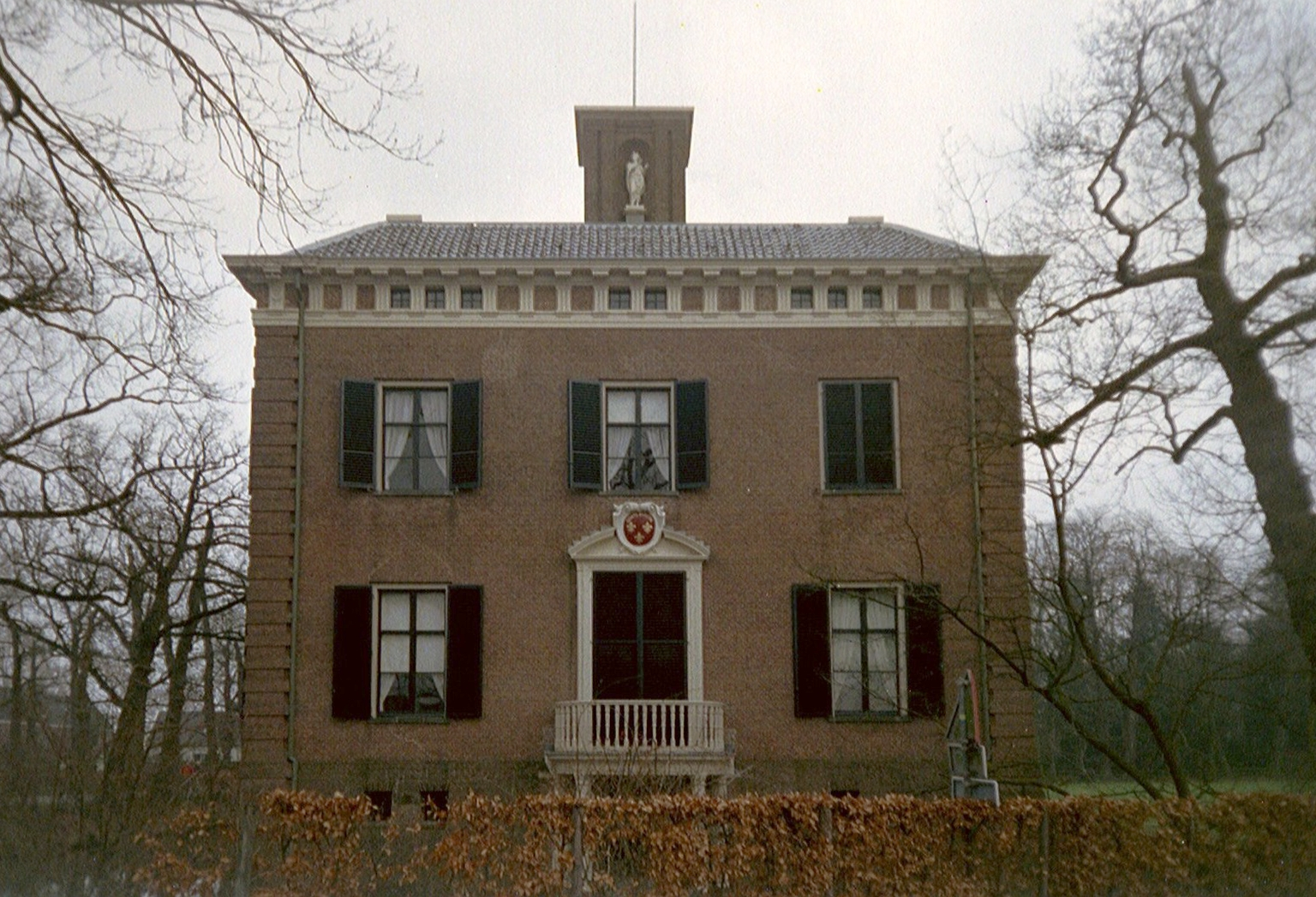
Gunterstein.

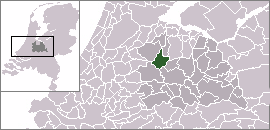
Lägeskarta

Breukelen är en historisk kommun i provinsen Utrecht i Nederländerna. Kommunens totala area är 48,65 km² (där 4,17 km² är vatten) och invånarantalet är på 14 411 invånare (2005). Breukelen har namngivit stadsdelen Brooklyn i New York.